# BNIP3L
BNIP3L‏ (BCL2 interacting protein 3 like) هوَ بروتين يُشَفر بواسطة جين BNIP3L في الإنسان.